# IC 4254
IC 4254 ist eine Spiralgalaxie vom Hubble-Typ Sbc im Sternbild Wasserschlange. Sie ist schätzungsweise 151 Millionen Lichtjahre von der Milchstraße entfernt.

Das Objekt wurde am 4. Mai 1904 von Royal Harwood Frost entdeckt.